# Brevoortia pectinata
La lacha (Brevoortia pectinata) es una especie de pez eurihalina anfibiótica del género de peces clupeiformes Brevoortia, de la familia Clupeidae. Habita en ambientes acuáticos de clima templado en el centro-este de Sudamérica.

## Taxonomía
Esta especie fue descrita originalmente en el año 1842 por el naturalista inglés Leonard Jenyns, bajo el nombre científico de Alosa pectinata.
Esta especie es muy similar a la cercana y simpátrica Brevoortia aurea, por lo que se ha propuesto su conespecificidad, quedando por prioridad B. pectinata como un sinónimo más moderno de B. aurea, aunque esto posteriormente no fue seguido por todos los autores.
Localidad y ejemplares tipo
La localidad tipo es: «Bahía Blanca provincia de Buenos Aires, Argentina».
Etimología
Etimológicamente el nombre genérico Brevoortia refiere al apellido de James Carson Brevoort, un estudioso de la fauna de Ohio y  Carolina del Sur (Estados Unidos) a quien fue dedicada la especie.

## Características
Recuerda una mojarrita (orden Characiformes) pero a diferencia de ellas no posee aleta adiposa. La mayor longitud que alcanza ronda los  35 cm de largo total.
Su cuerpo es alto y muy angosto. Su boca es protráctil, carente de dientes. Es un pez de dieta planctofágica, es decir, está basada en zooplancton o fitoplancton, Se categorizan como peces filtradores, que se alimentan desplazándose con la boca abierta, haciendo que el agua atraviese las hendiduras branquiales, quedando los organismos microscópicos retenidos por el retículo formado por las numerosas cerdas que presentan las branquias en su borde interno.
Sus huevos integran el zooplancton marino. Poseen un diámetro aproximado de 1,5 mm. Son de forma esférica, y en su interior están provistos de aceite por el cual flotan en la superficie. 
Comercialmente su mayor utilidad es el empleo como carnada, siendo el volumen destinado al  consumo humano fresco mucho menor.

## Distribución
Es un pez pelagial nerítico, que se distribuye en el centro-este de América del Sur, en el sudeste del Brasil en los estados de: São Paulo, Paraná, Santa Catarina y Río Grande del Sur; en el sur y sudeste del Uruguay, y en el centro-este de la Argentina, en aguas estuariales y marinas del océano Atlántico Sudoccidental, penetrando en ríos y lagunas conectadas al mar, y en la cuenca del Plata, en las subcuencas de los ríos Paraná inferior y Uruguay inferior, llegando hasta el Paraguay. Por la costa del mar Argentino alcanza hacia el sur la bahía Blanca.